# In Bloom
In Bloom è un singolo del gruppo musicale statunitense Nirvana, pubblicato il 30 novembre 1992 come quarto estratto dal secondo album in studio Nevermind.
La canzone, scritta dal leader Kurt Cobain, è stata inserita al 407º posto nella lista delle 500 migliori canzoni secondo Rolling Stone.

## Descrizione
La forza della canzone sta nella sua composta potenza in pieno stile grunge. Inizia e finisce urlando la stessa sequenza di accordi; le strofe sono attenuate per poi impennarsi prima del ritornello: un'esplosione in cui è determinante anche il controcanto di Dave Grohl.
L'intermezzo strumentale prima dell'ultimo ritornello è un misto di rumore e melodia.

## Composizione
I Nirvana hanno suonato per la prima volta la canzone la sera prima che fosse demo. Il bassista Krist Novoselic ha ricordato che "originariamente sembrava una canzone dei Bad Brains. Poi Kurt l'ha trasformata in una canzone pop". Cobain tornò a casa e rielaborò la canzone, suonando la versione rivista al telefono su Novoselic. La band ha registrato In Bloom con il produttore Butch Vig agli Smart Studios di Madison nell'aprile 1990. Il materiale registrato agli Smart Studios era destinato al secondo album del gruppo per l'etichetta discografica indipendente Sub Pop. La canzone originariamente aveva una sezione bridge che Vig rimosse. Novoselic ha detto che dopo che la band ha registrato la canzone, Vig ha tagliato il ponte dal nastro master a 16 tracce con una lama di rasoio e l'ha gettato nella spazzatura. Le canzoni di queste sessioni sono state collocate su un nastro demo che circolava nell'industria musicale, generando interesse per il gruppo tra le principali etichette discografiche.
Dopo aver firmato con la DGC Records, i Nirvana hanno iniziato a registrare il suo secondo album Nevermind nel maggio 1991. In Bloom è stato uno dei primi brani che la band ha registrato durante le sessioni dell'album ai Sound City Studios di Van Nuys; Vig ha pensato che sarebbe stato bello iniziare a registrare una canzone precedentemente registrata negli Smart Studios. Gli arrangiamenti di "In Bloom" e le altre canzoni precedentemente registrate con Vig nel 1990 erano sostanzialmente invariati; il batterista recentemente assunto Dave Grohl è rimasto per lo più con ciò che il suo predecessore Chad Channing aveva registrato, ma ha aggiunto più potenza e precisione alla registrazione. Cobain ha cantato progressivamente "più duramente" durante la registrazione della canzone, il che ha reso difficile per Vig bilanciare i livelli di volume tra i versi e i cori. Vig ha ricordato che ha dovuto cambiare il livello di input "al volo" e sperava che Cobain non avrebbe "cambiato il fraseggio o fatto qualcosa di diverso" durante la registrazione.
Cobain ha scelto di non sovraincidere una parte vocale di armonia durante le sessioni degli Smart Studios, probabilmente a causa di vincoli temporali. Durante le sessioni di Nevermind, Vig fece Grohl cantare armonie sulla canzone. Grohl ebbe difficoltà a suonare le note giuste, ma alla fine riuscì a cantare ciò che Vig voleva. Vig doveva spesso ingannare Cobain, che era contrario a eseguire più take, nel registrare take aggiuntivi per overdub sul disco. Il produttore ha convinto Cobain a doppiare la sua voce in In Bloom dicendogli "John Lennon l'ha fatto". Dopo aver raddoppiato la voce di Cobain, Vig decise di raddoppiare anche quello di Grohl e fece registrare al batterista un'ulteriore traccia di armonie di supporto.

## Video musicale
Nel videoclip si consuma un ironico attacco contro chi ascolta la musica underground senza capirne il significato: Kurt, Krist e Dave sono ospiti di un programma musicale anni '50 e vengono presentati come ragazzi educati e decorosi. Subito dopo iniziano a suonare, di fronte ad un pubblico femminile impazzito, muovendosi in maniera rigida e meccanica e lentamente cominciano a distruggere il palco. Ad evidenziare la falsità dell'ambiente musicale provvede il presentatore del programma in questione che, dopo l'esibizione, commenta "Non potrei parlarne meglio...".
Molti ritengono che la canzone parli di Dylan Carlson, il leader degli Earth, amico di Cobain.
I Nirvana hanno realizzato per la prima volta un video musicale per In Bloom nel 1990 per la compilation del programma VHS del sottotitoli video pop (1991). La registrazione del brano presentato nel video è la versione registrata durante le sessioni di Smart Studios. Il video di Sub Pop mostra la band che cammina in varie parti della parte bassa di Manhattan, tra cui South Street Seaport, Lower East Side e Wall Street. Durante le riprese del video, Novoselic si è rasato la testa come penitenza per una brutta performance che la band ha tenuto a New York City. Ciò ha causato discontinuità nel taglio finale; le riprese della band mostrano il bassista con e senza capelli durante il video. Questo video è stato successivamente compilato sul cofanetto Nirvana With the Lights Out (2004). L'audio di questa versione di In Bloom è stato successivamente pubblicato su CD2 della 20th Anniversary Deluxe Edition dell'album Nevermind nel 2011.
Il secondo video, creato per accompagnare l'uscita singola del 1992, registrata ai Sound City Studios, era diretto da Kevin Kerslake, che aveva precedentemente diretto i video della band per Come as You Are e Lithium. Il concetto originale di Cobain per il video raccontava la storia di una ragazza nata in una famiglia Ku Klux Klan che un giorno si rende conto di quanto siano malvagi. Il suo concetto era troppo ambizioso, quindi Cobain decise invece di parodia delle esibizioni musicali di band in spettacoli di varietà dei primi anni '60, come The Ed Sullivan Show. Il tono umoristico del video è stato il risultato del fatto che Cobain è "così stanco per l'ultimo anno di persone che ci prendono così sul serio... Volevo fottere e mostrare loro che abbiamo un lato umoristico per noi". Kerslake ha filmato il video su vecchie fotocamere Kinescope e la band ha improvvisato la sua esibizione. Il video inizia con un host show di varietà senza nome (interpretato da Doug Llewelyn, ex conduttore di The People's Court) che introduce i Nirvana in una folla di adolescenti urlanti in studio; le loro urla continue vengono ascoltate per tutta la durata della canzone. I membri della band, che l'ospite definisce "ragazzi assolutamente giusti e decenti", si esibiscono in abiti stile Beach Boys; Cobain indossa occhiali che offuscano la sua vista, mentre Novoselic si accorcia i capelli e gli piace così tanto che li mantiene così in seguito. Mentre il video procede, la band distrugge il set e i suoi strumenti.
Sono state apportate tre diverse modifiche al video di Kerslake. Cobain intendeva sostituire la prima versione del video dopo un periodo con una nuova interpretazione con la band che indossava abiti invece di abiti e suonava la canzone nel loro solito stile rauco, inclusa la distruzione del palco. Lo spettacolo rock alternativo di MTV 120 Minutes ha insistito per la prima del video, ma Cobain ha ritenuto che il programma non avrebbe trasmesso correttamente l'umorismo della versione "pop idol". Invece, è stato prodotto un nuovo montaggio che conteneva scatti della band in abiti e abiti. La modifica originale del video non è mai stata trasmessa. Questo video ha vinto il premio per il miglior video alternativo agli MTV Video Music Awards del 1993, e ha superato la categoria dei video musicali nel sondaggio della critica Village Voice Pazz & Jop del 1992.

## Tracce
1. In Bloom
2. Sliver (Live)
3. Polly (Live)

## Classifiche
| Classifica (1992)             | Posizione massima |
| ----------------------------- | ----------------- |
| Australia                     | 75                |
| Irlanda                       | 7                 |
| Nuova Zelanda                 | 20                |
| Paesi Bassi                   | 87                |
| Regno Unito                   | 28                |
| Stati Uniti (mainstream rock) | 5                 |
| Svezia                        | 30                |